# Sueviota larsonae
Sueviota larsonae és una espècie de peix de la família dels gòbids i de l'ordre dels perciformes.

## Morfologia
- Els mascles poden assolir 2,2 cm de longitud total.[1]

## Hàbitat
És un peix marí, de clima tropical i demersal que viu entre 40-82 m de fondària.

## Distribució geogràfica
Es troba a Austràlia.

## Observacions
És inofensiu per als humans.